# Mosiera urbaniana
Mosiera urbaniana är en myrtenväxtart som beskrevs av Attila L. Borhidi. Mosiera urbaniana ingår i släktet Mosiera och familjen myrtenväxter. Inga underarter finns listade i Catalogue of Life.